# Папа на рейве
«Папа на рэйве» — второй студийный альбом российского рэп-исполнителя Басты под творческим псевдонимом N1NT3ND0.

## Описание
Альбом состоит из 9 треков и был опубликован в Apple Music в ночь на 1 апреля 2019 года. Часть треков записана совместно с QП.

## Список треков
Слова и музыка всех песен — Василий Вакуленко.
| №                   | Название                | Длительность |
| ------------------- | ----------------------- | ------------ |
| 1.                  | «Делюга»                | 3:27         |
| 2.                  | «Ствол дымится»         | 4:23         |
| 3.                  | «Комси Комса»           | 3:39         |
| 4.                  | «Какаду»                | 5:00         |
| 5.                  | «Мисс Ни»               | 3:04         |
| 6.                  | «Монстры»               | 4:29         |
| 7.                  | «Пуля за брата»         | 3:20         |
| 8.                  | «Жизнь - короткий день» | 3:23         |
| 9.                  | «Папа на рейве»         | 7:53         |
| Общая длительность: | Общая длительность:     | 39:28        |

## Критика
ТНТ Music в рецензии к альбому утверждает, что: 
По сути, «Папа на рэйве» глобально не предлагает ничего нового по сравнению с первым альбомом. Всё то же переложение современных веяний хип-хопа на русский криминальный фольклор. Тогда всё сошлось, потому что: с одной стороны ― модный южный рэп с кранком, а с другой ― не менее модный и актуальный лирический герой (вспомним «АК-47»), развлекающий слушателя. Сейчас ровно то же самое, но под мрачный замогильный бит. Вот и не удивляйтесь, почему так мало жизни в этих треках, учитывая изначальный концепт.